# Islas San Benito
Islas San Benito – grupa wysp leżąca na Oceanie Spokojnym, u wybrzeży meksykańskiego stanu Kalifornia Dolna, 25 km na zachód od wyspy Cedros. Administracyjnie są częścią jednostki Delegación Isla de Cedros, która zaś stanowi część gminy Ensenada.
Grupa składa się z trzech jałowych wysp, o łącznej powierzchni 3,899 km², otoczonych skałami i kępami listownicowców. Wedle spisu ludności z roku 2001 wyspę Benito del Oeste zamieszkiwały dwie osoby, zaś pozostałe pozostawały niezamieszkane.

## Geografia i ekologia
Benito del Oeste (2,6 km²) stanowi najbardziej wysuniętą na zachód i największą wyspę spośród wszystkich. Ma charakter płaskowyżu z najwyższym wzniesieniem, o wysokości 202 m n.p.m., blisko centrum wyspy. Mierząca około 4 m wysokości mniejsza latarnia morska mieści się południowej części wyspy. Główna latarnia, mierząca 17 m wysokości, znajduje się na północno-zachodnim krańcu wyspy; nie jest znana data jej wybudowania, jednak było to przed rokiem 1934. Do latarni przylega jednopiętrowy dom. 1,6 km na zachód od Benito del Oeste leżą skały Rocas Pinaculo.
Benito del Centro (0,4 km²) oraz Benito del Este (0,9 km²) – dwie pozostałe wyspy – leżą od wschodniej strony wyspy Benito del Oeste, od której oddziela je Canal de Peck, będący głębokim kanałem morskim o szerokości około 65 m. Na Benito del Este obecne są 4 wzgórza o wysokości około 140 m. Benito del Centro jest wyspą płaską i nisko wyniesioną, najwyższe wzgórze – we wschodniej części wyspy – liczy 25 m wysokości.
Na roślinność składają się głównie krzewy i zioła, jak i duże kaktusy (Cylindropuntia prolifera, C. ramosissima). Z powodu jałowości wyspy nie występuje tu duża ilość ptaków, jednak w okresie lęgowym nurniczek ciemny (Ptychoramphus aleuticus) spotykany jest licznie.

## Endemity
Z powodu odrębności geograficznej wysp, rozwinęło się kilka endemicznych gatunków zwierząt:
- uta plamoboka (Uta stansburiana) – podgatunek stellata
- dziwuszka reliktowa (Haemorhous mexicanus mcgregori) – podgatunek dziwuszki ogrodowej wymarły w latach 40. XX w.
- bagiennik żółtobrewy (Passerculus sandwichensis) – podgatunek sanctorum

oraz roślin:
- Cryptantha patula – Benito del Oeste
- Dudleya linearis – Benito del Oeste
- Hemizonia streetsii – Benito del Oeste i Benito del Este
- Lavatera venosa – wszystkie wyspy
- Mammillaria neopalmeri – Benito del Oeste i Benito del Este
- Senecio benedictus – Benito del Oeste